# Chicago Annenberg Challenge
Die Chicago Annenberg Challenge (CAC), auch Annenberg Challenge to Chicago, war Teil der nationalen Annenberg Challenge (etwa mit „Annenberg-Herausforderung“ übersetzbar), welche 1995 als öffentlich-private Partnerschaft in den USA gegründet wurde. Sie zielte auf eine Reform der Grundschulen. Deren Leistungsfähigkeit sollte mittels Basis-Investitionen in Form professioneller Entwicklungsmaßnahmen und technischer Unterstützung erhöht werden. Gefördert wurde die CAC durch eine Stiftung des konservativen, mit Ronald Reagan befreundeten Verlegers, Milliardärs und Mäzenaten Walter Annenberg. Die Annenberg-Stiftung sollten im Verhältnis 2:1 von anderen privaten Geldgebern ergänzt werden.
Die CAC erhielt aus der nationalen Initiative 1995 eine Summe von 49,2 Millionen US-Dollar. Bis 1999 gelang es dem Chicago Challenge, weitere 60 Millionen Dollar von privaten Spendern einzuwerben. Die CAC bestand bis Januar 2002. Die verbleibenden Vermögenswerte wurden auf ein Folgeprojekt, den Chicago Public Education Fund, übertragen. Die Akten des CAC wurden der Richard J. Daley Bibliothek an der University of Illinois at Chicago für die Forschung zur Verfügung gestellt.
Den erfolgreichen Förderantrag an die Annenberg-Stiftung hatte 1993 Bill Ayers gestellt, Mitbegründer der militanten US-Untergrundorganisation Weathermen, Professor für Erziehungswissenschaften an der Universität von Illinois in Chicago und heute Präsident der Grundschullehrer-Vereinigung „Aera“; später waren auch die Cross City Campaign for Urban School Reform und die Joyce-Stiftung beteiligt. Ayers war Aktivist der Gruppe Alliance for Better Chicago Schools (ABC) innerhalb dieser Reformbewegung. Zu ABC zählte auch das Developing Communities Project, dem damals Barack Obama vorstand, sowie die von Seiten der Wirtschaft kommende Gruppe Chicago United unter Vorsitz von Thomas Ayers, dem Vater von William Ayers. Eine wichtige Errungenschaft der Chicagoer Schulreformbewegung war ein 1988 erlassenes Gesetz, das als Gegengewicht zur Interessenvertretung der Lehrer und zur Schuladministration in allen Schulen von Chicago lokale Räte installierte, die Eltern und politischen Aktivisten Einfluss auf die Schulen verschafften. Ab 1995 unternahm der Bürgermeister von Chicago zunehmend erfolgreiche Versuche, den Einfluss der Räte zu untergraben. Die CAC wehrte sich, indem sie den Räten Millionen von Dollar zur Verfügung stellte. Unter anderem gingen 175.000 Dollar an den in den 1990ern von Bill Ayers gegründeten Small Schools Workshop, für den Ayers Mike Klonsky anwarb. Klonsky gehörte zu den Mitbegründern und Anführern der maoistisch orientierten Communist Party (Marxist-Leninist) der USA. Die Aktivitäten des CAC waren zeitweise auch intern umstritten. Ein Challenge-Vorstandsmitglied, Arnold Weber, Vertreter des Wirtschafts-Sektors und ehemaliger Präsident der Northwestern University, kritisierte die Vergabe von 2 Millionen Dollar an die örtlichen Schulräte als potenzielle „politische Bedrohung“ für Schulleiter.
Zu Beginn setzte sich die CAC aus drei Teilen zusammen:
- Der Chicago School Reform Collaborative als operativer Arm, bestehend aus Vertretern der 1987 entstandenen Schulreformbewegung unter Ko-Vorsitz von Bill Ayers. Im Rahmen der CAC war es Aufgabe der Collaborative, potentielle Stipendiaten auszusuchen, Antragsvorschläge vorzubereiten und für den CAC weitere Wege der Unterstützung des von den Schul-Räten angeführten Reformprozesses zu entwickeln.
- Einem Vorstand, der zunächst von der Chicago School Reform Cooperative bestellt wurde. Der Vorstand war mit Spendeneinwerbung und Genehmigung von Zuschüssen betraut. Er berief auch einen Exekutivdirektor, Ken Rolling, vom Woods Fund of Chicago. Mitglieder des Vorstandes waren Chicagoer Prominente sowohl aus der Wirtschaft als auch aus dem gesellschaftlichen Bereich. Von 1995 bis 2000 war Barack Obama (damals praktizierender Anwalt) Vorsitzender des Vorstands. Als Kandidat für den das Parlament von Illinois veranstaltete Obama eines seiner ersten Spendendinner im Haus von Ayers, der im selben Stadtteil in Süd-Chicago wohnte. Kurz darauf wurde Obama Vorsitzender der „Annenberg Challenge to Chicago“. Die Zusammenarbeit mit dem militanten Bill Ayers im CAC wurde Obama im Vorwahlkampf zur US-Präsidentschaftswahl 2008 von Journalisten und im Hauptwahlkampf selbst von der republikanischen Vizepräsidentschaftskandidatin Sarah Palin vorgehalten. Obama wurde indirekt unterstellt – jedoch ohne dies belegen zu können –, er könne die radikalen politischen Ansichten von Ayers geteilt haben, und Obamas Wahl zum Vorsitzenden der CAC gehe möglicherweise auf Ayers zurück.
- Das Chicago Schools Research Consortium, ein Forschungsableger der CAC. Das Research Consortium war verantwortlich für die Beurteilung der Auswirkungen der Ausgaben der vom CAC gewährten Gelder. Ironischerweise kam das Gremium zu dem Schluss, dass die während mehr als sechs Jahren in Chicago ausgegeben 110 Millionen Dollar keine oder nur geringe Auswirkungen auf die Leistungen der Schüler gehabt hätten.